# طوق الكلاب

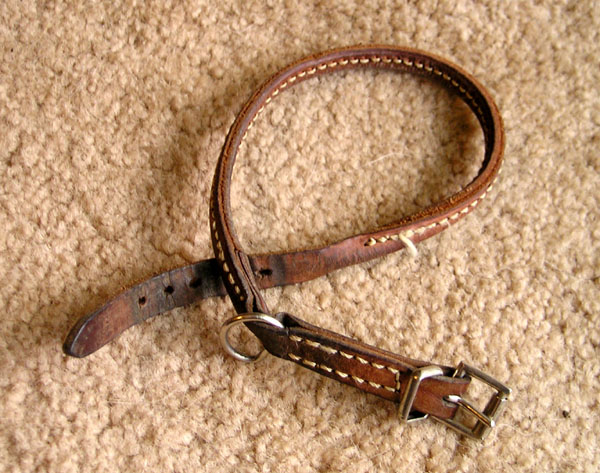
طوق الكلاب.

طوق الكلاب هي قطعةٍ مادية تُوضع حول رقبة الكلب، لاستخدامها لعدة أغراض منها السيطرة عليه أو للزينة، ودائماً توثق معلومات تحديد الهوية أو المعلومات التجارية للكلب في الطوق، يُعتبر مفيداً جداً للسيطرة على الكلب ودائماً ما يُوصل بحبل مقود، وللطوق أشكال وألوان مُختلفة. وأحياناً يُربط الطوق بسلاسل حديدية للترويض.